# ألبير أولوداغ
ألبير أولوداغ (بالتركية: Alper Uludağ) هو لاعب كرة قدم بلجيكي وتركي في مركز الوسط، ولد في 11 ديسمبر 1990 في أوسدان-زولده في بلجيكا. شارك مع منتخب تركيا تحت 21 سنة لكرة القدم. أما مع النوادي، فقد لعب مع ألمانيا آخن وإنغولشتات 04 وطرابزون سبور وكايسري سبور ونادي بلدية آكهيسار سبور.

## وصلات خارجية
- ألبير أولوداغ على موقع الاتحاد الأوربي (الإنجليزية)
- ألبير أولوداغ على موقع اتحاد تركيا (لاعب) (الإنجليزية)
- ألبير أولوداغ على موقع قاعدة بيانات كرة القدم.إي يو (الإنجليزية)
- ألبير أولوداغ على موقع بيانات كرة القدم. دي إي (الألمانية)
- ألبير أولوداغ على موقع Soccerway.com (الإنجليزية)
- ألبير أولوداغ على موقع عالم كرة القدم.نت (الإنجليزية)